# Libertà religiosa
La libertà religiosa è la libertà di cambiare religione o di non professarne alcuna, di manifestarla nell'insegnamento, nella pratica, nell'adorazione e nell'osservanza, conservando gli stessi diritti dei cittadini che hanno fede differente. Comprende quindi anche il diritto, per i gruppi religiosi, di testimoniare e diffondere il proprio messaggio nella società, senza per questo essere oggetto di disprezzo o di persecuzione.
La prima attestazione di una legge che sancisse la libertà religiosa è forse il dodicesimo editto di Asoka, che risale al 250 a.C. circa e dice:
Sua Maestà il re santo e grazioso rispetta tutte le confessioni religiose, ma desidera che gli adepti di ciascuna di esse si astengano dal denigrarsi a vicenda. Tutte le confessioni religiose vanno rispettate per una ragione o per l'altra. Chi disprezza l'altrui, abbassa il proprio credendo d'esaltarlo.
Nell'Europa occidentale il primo documento legislativo emesso sulla libertà religiosa è l'editto di Milano, emanato dagli imperatori Costantino I e Licinio nel febbraio 313, con cui si concedeva libertà di culto ai cristiani e a tutte le altre religioni. Dopo le guerre di religione, il riconoscimento del principio Cuius regio, eius religio offrì, nella pace di Augusta, una prima tutela di diritto internazionale alla libertà di religione, consacrato poi nella pace di Westfalia. Nel costituzionalismo moderno, il riconoscimento della separazione tra Stato e Chiesa è contenuto per primo nell'emendamento della Costituzione degli Stati Uniti d'America.

## Tutela internazionale
Le Nazioni Unite hanno tutelato espressamente la libertà religiosa nell'art. 18 della Dichiarazione Universale dei Diritti Umani.
A livello convenzionale europeo, va rilevato come il principio della libertà religiosa sia scrutinato nella sentenza Refah Partisi (Parti de la prospérité) e altri v. Turchia, con cui la Corte europea dei diritti dell'uomo respinse il ricorso contro lo scioglimento del Partito del Benessere, perché esso non poteva essere considerato una violazione degli artt. 9, 10, 11, 14, 17, 18 della Convenzione e degli artt. 1 e 3 del Protocollo n. 1 della stessa: un partito che viola nei fatti principi democratici essenziali (nello specifico la laicità dello stato, in quanto ingrediente essenziale del pluralismo politico) non possa avvalersi della protezione della Convenzione. In particolare, lo scioglimento era avvenuto dopo che il Procuratore generale aveva accusato il Partito del Benessere di essere il centro nevralgico di attività contrarie al principio del secolarismo. Attività, peraltro, costituite esclusivamente da dichiarazioni pubbliche, rilasciate dal Presidente del partito o da altri esponenti, a favore dell'instaurazione di una pluralità di sistemi giuridici basati sulle diverse credenze religiose, in particolare del regime della legge islamica (sharia) alla comunità musulmana. Per la Corte europea «non si ha una democrazia laddove la popolazione di uno stato, anche a maggioranza, rinuncia ai suoi poteri legislativo e giudiziario a vantaggio di una entità che non è responsabile davanti al popolo che essa governa, sia che questa entità sia laica o religiosa».

## Situazione in Italia
In Italia la Costituzione tutela questo diritto agli articoli 3, 7, 8, 19, 20, 21, 117 comma 2 lettera C e attraverso il principio di laicità dello Stato. Inoltre concorrono leggi apposite, come il Concordato fra Stato e Chiesa cattolica (chiamato nella sua prima stesura col nome di Patti Lateranensi), e intese analoghe fra lo Stato ed altre religioni, nonché un certo contenzioso giurisdizionale.
Una sentenza della Corte Costituzionale ha dichiarato l'illegittimità di una norma della regione Lombardia la quale attribuiva ai comuni la facoltà di adottare un Piano delle attrezzature religiose (PAR) come allegato del Piano urbanistico comunale e di subordinare l'apertura di nuovi luoghi culto all'approvazione del relativo progetto edilizio all'interno del PAR. La sentenza non ha rilevato l'illegittimità di uno strumento di pianificazione urbanistica specifico per l'architettura sacra, quanto piuttosto la potenziale lesione del diritto alla libertà religiosa determinata dalla sua natura opzionale e dalla mancata previsione di tempi autorizzativi certi e perentori da parte della pubblica amministrazione.